# کریستوفر تامپسون (بازیگر)
کریستوفر تامپسون (فرانسوی: Christopher Thompson‎؛ زادهٔ ۱۳ اوت ۱۹۶۶) هنرپیشه، فیلم‌نامه‌نویس و کارگردان فیلم اهل فرانسه است.
از فیلم‌ها یا برنامه‌های تلویزیونی که وی در آن نقش داشته‌است می‌توان به کسوف کامل، دفاع لوژین و حال همه خوب است اشاره کرد.